# Henotiderus centromaculatus
Henotiderus centromaculatus is een keversoort uit de familie harige schimmelkevers (Cryptophagidae). De wetenschappelijke naam van de soort werd in 1877 gepubliceerd door Edmund Reitter.